# Institut du cerveau et de la moelle épinière
Institut du cerveau et de la moelle épinière là một cơ sở phi lợi nhuận tư nhân Pháp dành riêng cho các nghiên cứu về não và các bệnh về thần kinh hoặc tâm thần (Alzheimer, Parkinson, dystonia, động kinh, đa xơ cứng, đột quỵ, ung thư, mất trí nhớ, trầm cảm, rối loạn ám ảnh cưỡng chế, tự kỷ, v.v.) cũng như trên tủy sống (liệt nửa người, liệt tứ chi, v.v.).
Được thành lập vào ngày 24 tháng 9 năm 2010, trên trang web của bệnh viện Pitié-Salpêtrière, trung tâm nghiên cứu quy tụ 600 nhà nghiên cứu, kỹ sư và kỹ thuật viên.

## Thành viên sáng lập
ICM tập hợp các nhân cách từ mọi tầng lớp (y học, thể thao, thương mại, điện ảnh, v.v.) và những người đã đặt các lĩnh vực chuyên môn khác nhau của họ vào dịch vụ của Quỹ: Gérard Saillant (Chủ tịch của ICM), Yves Agid (Giám đốc khoa học), Olivier Lyon-Caen, Luc Besson, Louis Camilleri, Jean Glavany, Maurice Lévy, Jean-Pierre Martel, Max Mosle, Lindsay Owen-Jones, Michael Schumacher, Jean Todt, David de Rothschild hay Serge Weinberg.
Các nhà tài trợ của ICM là Jean Reno và Michelle Yeoh.

## Vườn ươm iPEPS
ICM tổ chức một vườn ươm doanh nghiệp. Tính đến tháng 12 năm 2019, hơn 27 công ty đã được đặt trong vườn ươm này.